# Regulacija algoritama
Regulacija algoritama, ili algoritamska regulacija, je kreiranje zakona, pravila i politika javnog sektora za promociju i regulisanje algoritama, posebno u oblasti veštačke inteligencije i mašinskog učenja. Za podskup VI algoritama koristi se termin regulacija veštačke inteligencije. Regulatorni i politički pejzaž za veštačku inteligenciju (VI) je novo pitanje u jurisdikcijama širom sveta, uključujući i Evropsku uniju. Smatra se da je regulacija VI neophodna za podsticanje VI, kao i za upravljanje povezanim rizicima, ali da predstavlja izazov. Druga tema u nastajanju je regulacija algoritama blokčejna (upotreba pametnih ugovora mora biti regulisana) i pominje se zajedno sa regulacijom VI algoritama. Mnoge zemlje su donele propise o visokofrekventnoj trgovini, koja se zbog tehnološkog napretka pomera u oblast VI algoritama.
Motivacija za regulaciju algoritama je strah od gubitka kontrole nad algoritmima, čiji se uticaj na ljudski život povećava. Više zemalja je već uvelo propise u slučaju automatskog izračunavanja kreditnog skora — pravo na objašnjenje je obavezno za te algoritme. Na primer, IEEE je počeo da razvija novi standard da bi se eksplicitno bavio etičkim pitanjima i vrednostima potencijalnih budućih korisnika. Pristrasnost, transparentnost i etička zabrinutost su se pojavile u pogledu upotrebe algoritama u različitim domenima, od krivičnog pravosuđa do zdravstvene zaštite — mnogi strahuju da bi veštačka inteligencija mogla da replicira postojeće društvene nejednakosti duž rase, klase, pola i linije seksualnosti.